# Caja con rejilla incorporada
Se llama así a la caja de cartón ondulado que contiene una rejilla de cartón o cartoncillo. La rejilla incorporada sirve para individualizar botes o botellas de cristal utilizándose tradicionalmente en cajas para seis y doce botellas de vino. 
El método más habitual de fabricación toma como base una caja de solapas tradicional en la que se introduce la rejilla. Para ello, se utilizan dos máquinas: una máquina montadora de rejilla y una incorporadora de rejilla. Esta última aplica unas gotas de cola (hot melt) a la estructura que permiten pegar la rejilla en la caja por dos puntos. El envasador recibe la caja en plano pudiéndola llenar a mano o en líneas de envasado automático.
La rejilla también puede proceder de la misma plancha mediante diseño estructural y formarse en una plegadora-pegadora.
Algunas plegadoras de varios puntos de pegado permiten formar la rejilla en su interior a partir de una prolongación estructural de la caja. En este caso, la rejilla se forma automáticamente al abrir el embalaje.
- Datos: Q5739408